# Potštejn
Potštejn (en allemand : Pottenstein) est une commune du district de Rychnov nad Kněžnou, dans la région de Hradec Králové, en République tchèque. Sa population s'élevait à 995 habitants en 2023.

## Géographie
Potštejn se trouve à 5 km au sud-sud-est de Vamberk, à 10 km au sud-sud-est de Rychnov nad Kněžnou, à 38 km à l'est-sud-est de Hradec Králové et à 134 km à l'est de Prague.
La commune est limitée par Záměl et Vamberk au nord, par Záchlumí à l'est, par Sopotnice, Polom et Proruby au sud, et par Lhoty u Potštejna, Chleny et Doudleby nad Orlicí à l'ouest.

## Histoire
La première mention écrite de la localité date de 1287.

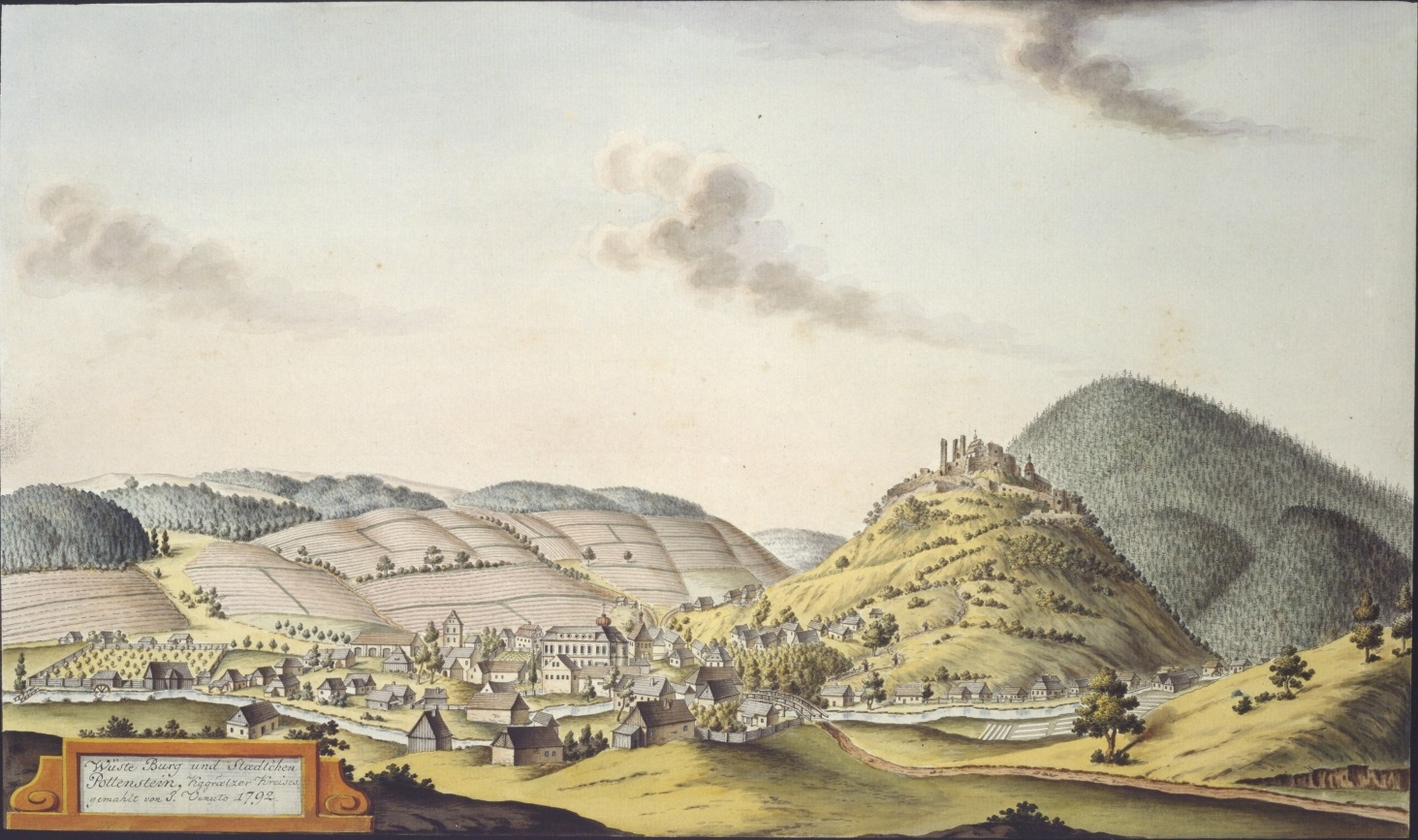
Potštejn en 1792, par Joann Venuto.

## Galerie

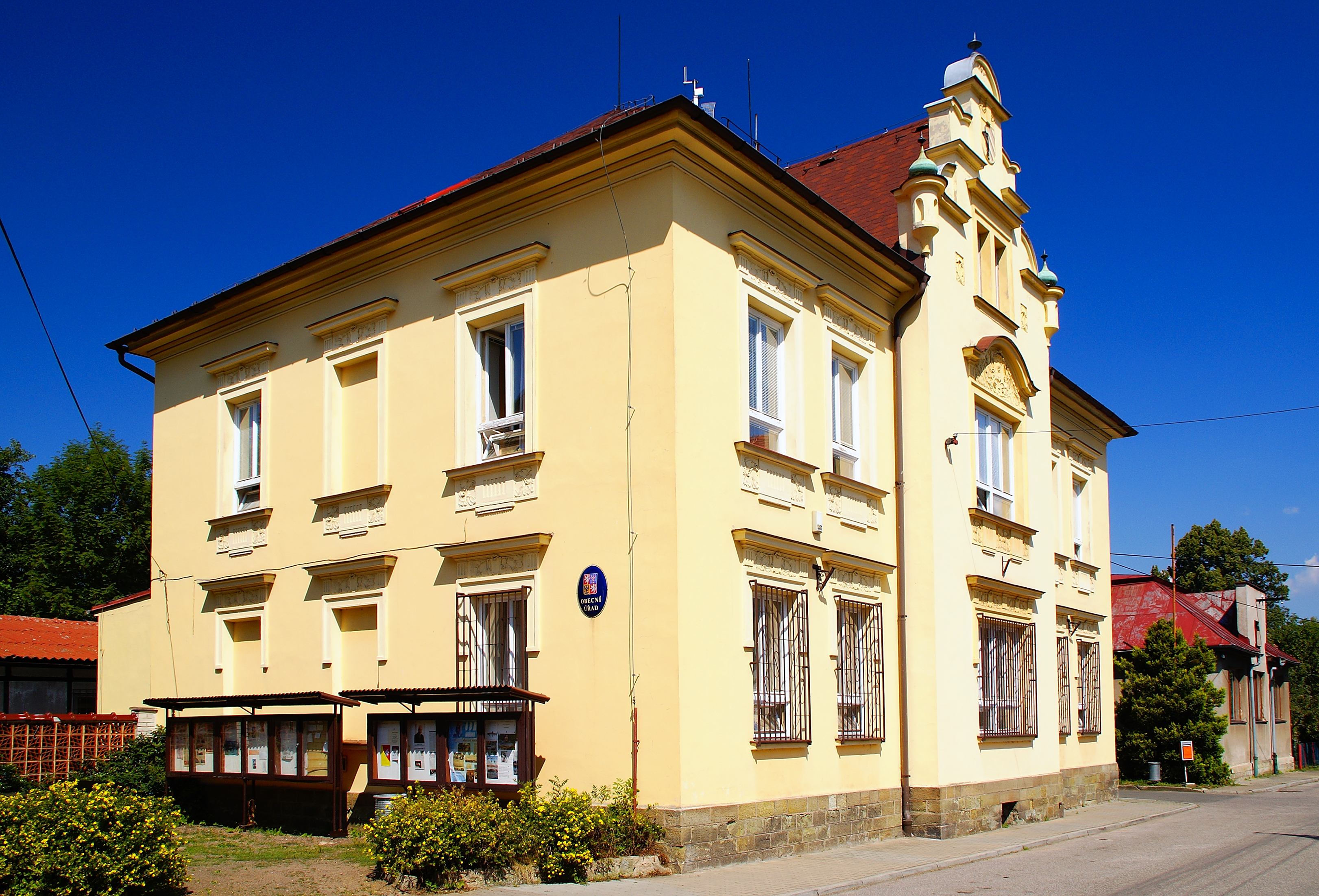
Potštejn : la mairie.
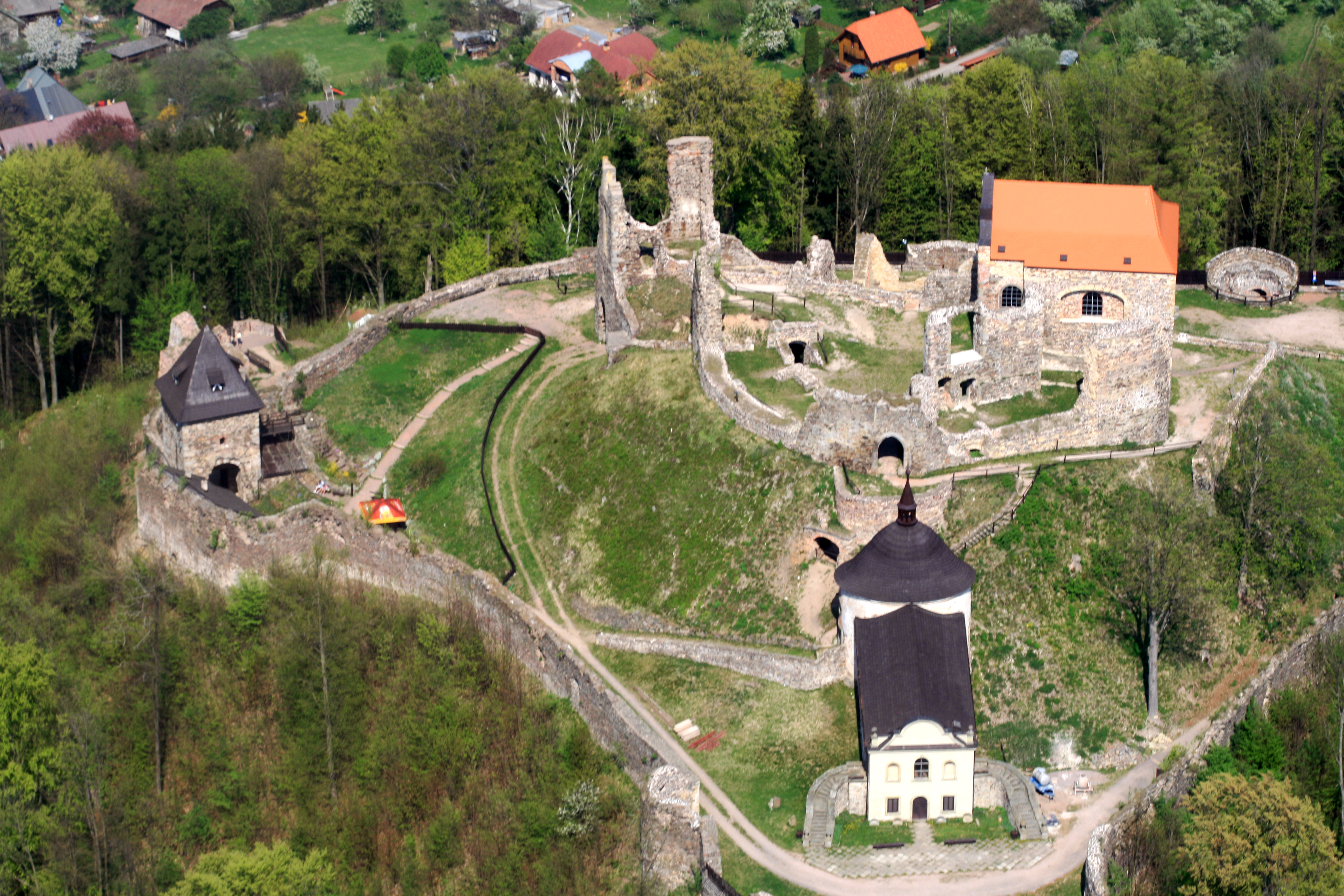
Château de Potštejn.

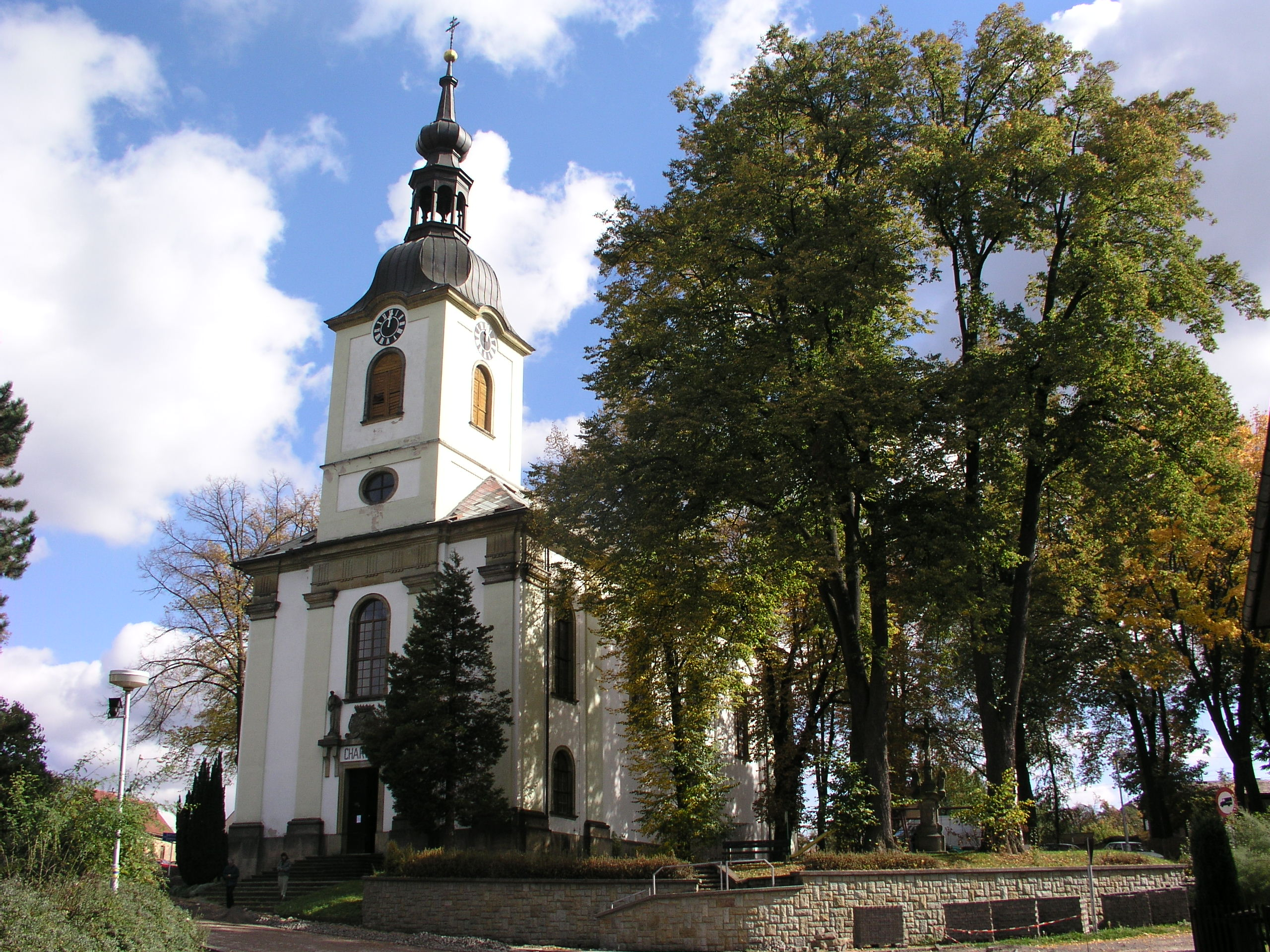
Église Saint-Laurent.
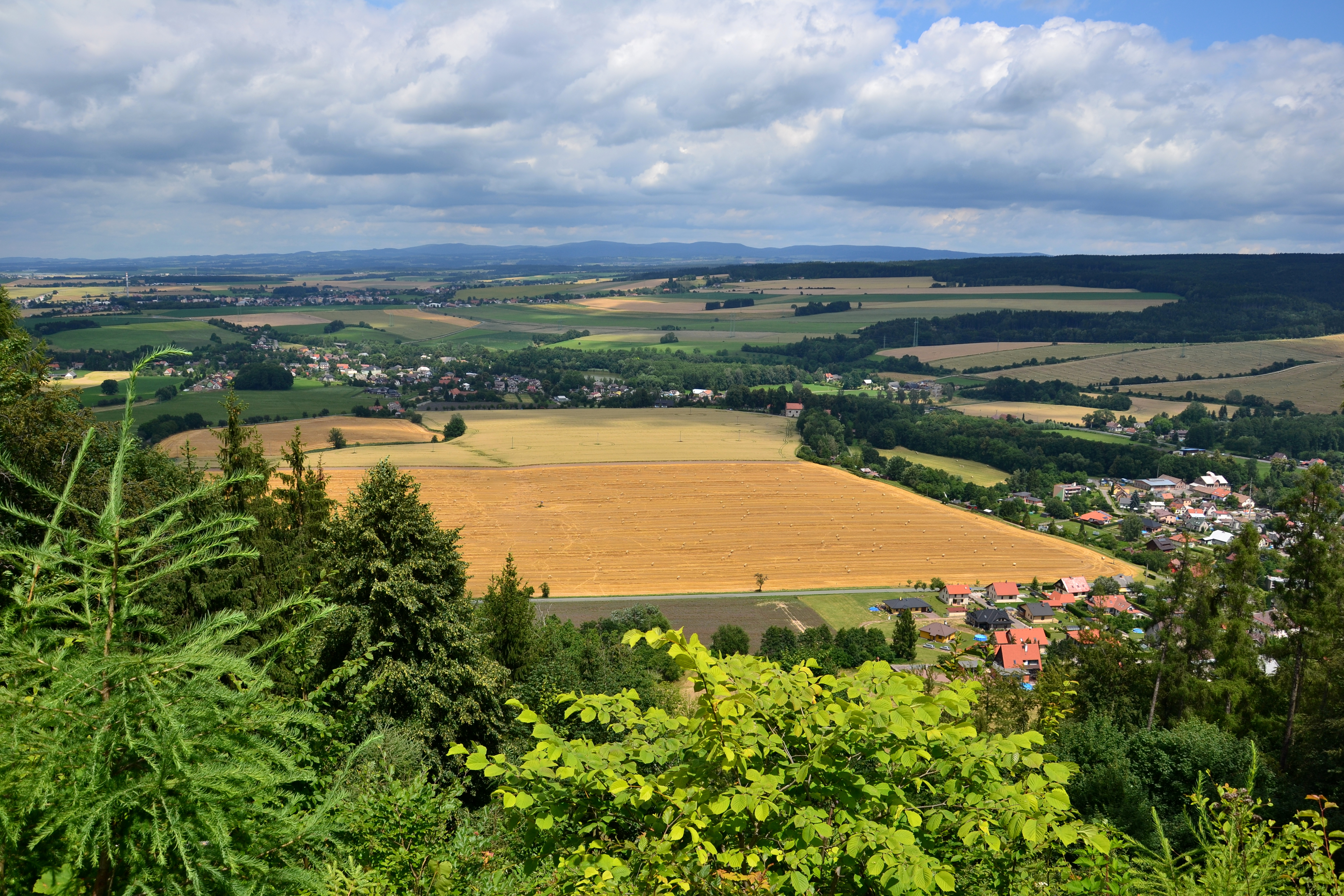
Velešov.

## Transports
Par la route, Potštejn se trouve à 4,5 km de Vamberk, à 12 km de Rychnov nad Kněžnou, à 43 km de Hradec Králové et à 160 km de Prague.